# 森新太郎
森 新太郎（もり しんたろう、1976年 - ）は、日本の演出家。東京都出身。演劇集団 円所属。モナカ興業主宰。福島大学経済学部在学中より演劇活動を始める。2000年に円 演劇研究所に入り、2002年より演出部に昇格。演出助手を多数務めた後、2006年にマーティン・マクドナー作の『ロンサム・ウェスト』で演出デビュー。2014年、『エドワード二世』の演出で芸術選奨新人賞等を受賞した。日本劇団協議会主催・「日本の劇」戯曲賞2013の最終選考委員を務めた。2017年度文化庁新進芸術家海外研修遣制度によりシンガポールに留学。

## 演出作品

### 演劇集団 円
- 光の中の小林くん（土屋理敬作 / ステージ円、2003年） - EN-chante公演No.1
- ロンサム・ウェスト（マーティン・マクドナー作 / ステージ円、2006年10月5日 - 18日）[1]
- 夏の夜の夢（シェイクスピア作 / ステージ円、2007年） - 円・演劇研究所31期本科卒業公演
- 天使都市（松田正隆作 / ステージ円、2007年10月2日 - 14日）
- 田中さんの青空（土屋理敬作 / ステージ円、2008年5月15日 - 25日）
- 孤独から一番遠い場所（鄭義信作 / ステージ円、2008年10月22日 - 11月9日）
- 夏の夜の夢（シェイクスピア作 / ステージ円、2009年） - 円・演劇研究所33期本科卒業公演
- コネマラの骸骨（マーティン・マクドナー作 / ステージ円、2009年10月9日 - 21日）
- 四谷怪談-恨-（四代目鶴屋南北作 / シアタートラム、2010年8月）
- 第2回したまち演劇祭 in 台東「したまちクリエイティブ　朗読ワークショップ」(演劇集団円第1スタジオ、ステージ円、2011年8月25日～27日)
- 橋爪功・夏の夜の朗読(富士見市民文化会館キラリ☆ふじみ、2011年8月31日より不定期)
- ガリレイの生涯(ベルトルト・ブレヒト作、シアタートラム、2012年7月6日-15日)
- 「景清」(原作/近松門左衛門　脚本/フジノサツコ、吉祥寺シアター2016年11月17日-27日)

### モナカ興業
- 動物の家（池袋小劇場、2005年12月28日 - 30日）
- ペスト（池袋小劇場、2006年5月12日 - 14日）
- チチ（上野小劇場、2006年12月7日 - 10日）
- 不安な人間はなにするかわからない（上野小劇場、2007年12月6日 - 9日）
- 点滅する秋（下北沢OFF・OFFシアター、2008年8月1日 - 3日）
- 夜が歩く（新宿ゴールデン街劇場、2009年3月5日 - 8日）
- さみしい兄妹（下北沢OFF・OFFシアター、2009年12月9日 - 13日）
- 喜望峰に二日で行った男の話（こまばアゴラ劇場、2010年6月）

### その他
- 日本語を読む 〜リーディング形式による上演〜 Hプログラム「城塞」（安部公房作 / シアタートラム、2008年5月7日 - 25日）
- 最後の炎（デーア・ローアー作 / 新国立劇場小劇場、2009年4月15日・18日・22日） - 新国立劇場シリーズ・同時代【海外編】スペシャルイベント番外連続リーディングvol.2
- ドラマ・リーディング31「世界が緑色だったとき」シェフのお話(ジョセフ・チャイキン＆サム・シェパード作、シアタートラム、2009年7月31日・8月1日)
- 桜美林大学ﾊﾟﾌｫｰﾐﾝｸﾞｱｰﾂﾌﾟﾛｸﾞﾗﾑ＜OPAP＞vol.40　谷間の女たち(アリエル・ドーフマン作、水谷八也翻訳、プルヌスホール、2010年4月18日-25日)
- リーディング・ドラマ「十二人の怒れる男」(レジナルド・ローズ作、額田やえ子翻訳、水戸芸術館ACM劇場、2010年11月12日-14日)
- ゴドーを待ちながら(サミュエル・ベケット作、岩切正一郎翻訳、新国立劇場小劇場、2011年4月15日～5月1日)[2]
- 東日本復興支援リーディング「いのちを詠(うた)う ―日本の現代詩から―」(テキスト構成：林浩平、世田谷パブリックシアター、2011年5月14日)
- 夏の夜の夢(シェイクスピア作、松岡和子翻訳、水戸芸術館ACM劇場、2012年2月3日-5日/2月10日-12日)
- ハーベスト(リチャード・ビーン作、平川大作・小田島恒志翻訳、世田谷パブリックシアター、2012年12月19日-24日)
- 劇団昴「汚れた手」(ジャン＝ポール・サルトル作、白井浩司翻訳、俳優座劇場、2013年6月1日-9日
- エドワード二世(クリストファー・マーロウ作、河合祥一郎翻訳、新国立劇場小劇場、2013年10月8日-27日)[3]
- アジア舞台芸術祭2013国際共同制作ワークショップ「ハノイの幽霊」(フジノサツコ作、東京芸術劇場シアターウェスト、2013年11月4日)
- 橋爪功×シーラッハ「犯罪｜罪悪」(フェルディナント・フォン・シーラッハ作、酒寄進一翻訳、東京芸術劇場シアターウェスト、2013年12月20日-25日)
- ホリプロ「幽霊」(イプセン作、毛利三彌翻訳、シアターコクーン、2014年3月20日-30日)
- ビッグ・フェラー(リチャード・ビーン作、小田島恒志翻訳、世田谷パブリックシアター、2014年5月20日-6月8日、兵庫県立芸術文化センター阪急中ホール、2014年6月12日-15日、りゅーとぴあ　新潟市民芸術文化会館、2014年6月21日・22日、 穂の国とよはし芸術劇場PLAT中ホール、2014年6月28日・29日、びわ湖ホール中ホール、2014年7月5日)
- いわき市立美術館　みんなで元気になるアート・キャラバン３「橋爪功 朗読劇」(いわき芸術文化交流館アリオス、2014年7月11日・12日)
- コラーレプロデュース「橋爪功 朗読劇」(黒部市国際文化センターコラーレカーターホール、2014年7月15日)
- ホリプロ「奇跡の人」(ウィリアム・ギブソン作、常田景子翻訳、天王洲銀河劇場、2014年10月9日-19日、シアター・ドラマシティ、2014年10月21日)
- 四国学院大学SARPvol.8「ジュリアス・シーザー」(シェイクスピア作、福田恆存翻訳、四国学院大学ノトススタジオ、2014年12月3日-7日)
- ACM THEATRE PRODUCE　未来サポートプロジェクトvol.4 「十二夜／わたくし、マルヴォーリオは―」二作品同時上演　作/『十二夜』『わたくし、マルヴォーリオは―』(ティム・クラウチ作、松岡和子翻訳、ACM劇場、2015年2月7日-15日)
- 東海道四谷怪談(新国立劇場中劇場、2014年6月10日-28日、兵庫県立芸術文化センター、7/1日-2日)[4]
- オフィスコットーネ「人民の敵」(イプセン作、原千代海翻訳、フジノサツコ上演台本、吉祥寺シアター、2015年8月21日-9月2日)
- 劇団昴「谷間の女たち」作/アリエル・ドルフマン　翻訳/水谷八也　2015年10月17日～25日　＠あうるすぽっと
- SPAC 秋→春のシーズン#4「薔薇の花束の秘密」作/マヌエル・プイグ　翻訳/古屋雄一郎　2015年12月3日～23日　＠静岡芸術劇場
- 「イニシュマン島のビリー」（世田谷パブリックシアター、2016年3月25日 - 4月10日）[5]
- パルコ「BENT」作/マーティン・シャーマン　翻訳/徐賀世子　
  - 2016年7月9日 ～2016年7月24日　＠世田谷パブリックシアター
  - 2016年7月30日　＠仙台国際センター
  - 2016年8月6・7日　＠京都劇場
  - 2016年8月14日　＠広島アステールプラザ大ホール
  - 2016年8月16日　＠福岡市民会館
  - 2016年8月19～21日　＠森ノ宮ピロティホール

- 「クレシダ」 (シアタートラム他、2016年9月 - 10月)
- 世田谷パブリックシアター「管理人」作/ハロルド・ピンター　翻訳/徐賀世子  2017年11月26日～12月17日＠シアタートラム  2017年12月26・27日＠兵庫県立芸術文化センター　阪急中ホール
- コラーレプロデュース「橋爪功 朗読劇」「桜の森の満開の下」作/坂口安吾　2016年12月19日　＠黒部市国際文化センターコラーレ カーターホール
- ミュージカル「パレード」（2017年5月）[6]
- オフィスコットーネ「怪談 牡丹燈籠」原作/三遊亭円朝　脚本/フジノサツコ　2017年7月14日 ～30日 ＠すみだパークスタジオ倉
- テレビ朝日・インプレッション「謎の変奏曲」作/エリック＝エマニュエル・シュミット　翻訳/岩切正一郎 
  - 2017年9月14日 ～24日 ＠世田谷パブリックシアター
  - 2017年9月30日・10月1日　＠サンケイホールブリーゼ
  - 2017年10月3日　＠りゅーとぴあ新潟市民芸術文化会館
  - 2017年10月7日・8日　＠大野城まどかぴあ

- 世田谷パブリックシアター「管理人」作/ハロルド・ピンター　翻訳/徐賀世子
  - 2017年11月26日～12月17日＠シアタートラム
  - 2017年12月26・27日＠兵庫県立芸術文化センター　阪急中ホール

- 兵庫県立芸術文化センター・パルコ「TERROR テロ」作/フェルディナント・フォン・シーラッハ　翻訳/酒寄進一
  - 2018年1月26日～28日　＠紀伊國屋サザンシアター TAKASHIMAYA　
  - 2018年2月17・18日　兵庫県立芸術文化センター 阪急 中ホール
  - 2018年2月20日　名古屋市芸術創造センター
  - 2018年2月21日　JMSアステールプラザ　大ホール
  - 2018年2月23日　福岡国際会議場メインホール

- 世田谷パブリックシアター「The Silver Tassie 銀杯」作/ショーン・オケイシー　翻訳・訳詞/フジノサツコ　2018年11月9日～25日 　＠世田谷パブリックシアター
- 2023年 バンズ・ヴィジット 迷子の警察音楽隊

- PARCO劇場開場50周年記念シリーズ「夜叉ヶ池」作/泉鏡花 2023年5月2日〜23日 ＠PARCO劇場

## 受賞歴
- 第50回毎日芸術賞演劇部門第11回千田是也賞（2009年）
- 第64回文化庁芸術祭優秀賞（2009年）[7]
- 芸術選奨新人賞（2014年）[8]
- 読売演劇大賞(2014年)[9]
- WOWOW presents 勝手に演劇大賞2017年 演出家賞(2017年)
- 第47回菊田一夫演劇賞（2022年）[10]